# 波德利 (肯塔基州)
波德利（英語：Bordley）是位於美國肯塔基州尤寧縣的一個非建制地區。

## 地理
波德利所處的海拔為高於海平面127米（即417英呎），而該地所採用的時區為UTC-6，即北美中部時區（CST）。同時該地設有夏令時間，為UTC-6調快一小時，即UTC-5（CDT）。